# Kacsika
Kacsika (románul Cacica, németül Katschika, lengyelül Kaczyka) település Romániában, Bukovinában, Suceava megyében.

## Fekvése
A DL 9-es út mellett, Botosana után fekvő, sűrű erdők övezte település.

## Története
Az erdők övezte falu lakói főként fakitermeléssel foglalkoznak.
A település fő nevezetessége a régi sóbánya (Salina), melyet több mint kétszáz éve nyitottak meg. Lejárati lépcsőjét a sóba vágták és tölgyfával burkolták. A bánya járatai 8 km hosszú labirintust alkotnak, és 30 méter mélyen egy nagyterem tárul fel: mely egyben a bánya temploma is (Bisericuta), melyben az oltárt, a szószéket és a karzatot is sóból faragták ki. 

A sóbányában 40 méter mélységben található az úgynevezett Táncterem (Sala de festivitati), mely 25 méter hosszú és 15 méter széles és ugyancsak kézzel lett kivájva és időnként hangversenyeket is tartanak benne. Közelében egy sós tó is található.
A falu a moldvai katolikusok legjelentősebb zarándokhelye. Az itteni katolikus kegytemplomban minden évben Nagyboldogasszony napján román-, lengyel-, magyar- és német nyelvű szentmise is van. 2000-ben II. János Pál pápa a templomot basilica minor rangra emelte.

## Lakossága
2002-ben a községnek 4425 lakosa volt, ebből 3122 román, 959 lengyel, 284 ukrán, 56 német és 3 egyéb nemzetiségű volt.

## Nevezetességek
- Sóbánya
- A kegytemplom